# Joseni (Harghita)
Joseni (veraltet Alfalău; ungarisch Gyergyóalfalu oder Alfalu) ist eine Gemeinde im Kreis Harghita im Szeklerland, im östlichen Siebenbürgen in Rumänien.
Joseni besteht aus drei Ortsteilen: Borzont, Bucin (Bucsin) und Joseni (Gyergyóalfalu). Der Ort hatte 2002 eine Bevölkerung von 5721 Einwohnern, von denen 5586 Magyaren, 72 Roma, 58 Rumänen, zwei Ukrainer und je ein Jude, ein Pole und ein Tschango waren.

## Partnerorte
Partnerorte von Joseni sind:
- Ada, Serbien
- Balatonszárszó, Ungarn
- Fadd, Ungarn
- Hajdúböszörmény, Ungarn
- Türje, Ungarn